# Cei trei muschetari
Cei trei muschetari (în franceză Les Trois Mousquetaires) este un roman de Alexandre Dumas, care relatează aventurile tânărului d'Artagnan după ce sosește la Paris în urmărirea visului său de a deveni un muschetar al regelui. D'Artagnan nu este însă unul din muschetarii din titlu; acesta se referă la prietenii săi Athos, Porthos și Aramis.
Povestea lui d'Artagnan se continuă în alte două romane ale lui Dumas, După douăzeci de ani și Vicontele de Bragelonne.

## Despre roman
Cei trei muschetari a fost publicat în revista Le Siècle între martie și iulie 1844. Dumas pretindea că se baza pe manuscrise descoperite în Biblioteca națională. S-a dovedit ulterior că Dumas se inspirase din cartea Mémoires de Monsieur d'Artagnan, capitaine lieutenant de la première compagnie des Mousquetaires du Roi (Memoriile Domnului d'Artagnan, căpitan-locotenent al primei companii a Muschetarilor Regelui) de Gatien de Courtilz de Sandras (Köln, 1700). Această carte fusese împrumutată din biblioteca publică din Marsilia, iar fișa de bibliotecă s-a păstrat până în prezent; Dumas a luat cartea cu el când s-a întors la Paris.
Romanul lui Dumas descrie aventurile lui d'Artagnan și ale camarazilor săi între anii 1626 și 1628 și, implicarea lor în intrigile din jurul regelui Ludovic al XIII-lea, al puternicului Cardinal Richelieu, al frumoasei regine Ana de Austria, al iubitului englez al acesteia, George Villiers, Duce de Buckingham, precum și în asediul orașului La Rochelle. Acțiunile celor patru prieteni se vor intersecta și cu planurile misterioasei Milady de Winter, și ale secretarului lui Richelieu, Contele de Rochefort.
Dramaturg și romancier romantic, Dumas – tatăl (1802 - 1870) era  fiul unui mulatru devenit general în armata lui Napoleon. Din 1825 se impune ca dramaturg de reputație, prin drama romantică Henric al III-lea și Curtea sa, prima de acest fel jucată la Paris. Acesteia îi vor urma alte creații teatrale de acest gen, la fel de bine primite de public, concurând în celebritate cu Victor Hugo sau Alfred de Vigny. Romanele sale de aventuri, cărora li se dedică din 1863, îi vor asigura un loc stabil în posteritate: „Cei trei muschetari” (1844), „După douăzeci de ani” (1845), „Regina Margot” (1845), „Contele de Monte-Cristo” (1845), „Vicontele de Bragelonne” (1850), „Colierul reginei” (1850). Romanele sale sfidează orice critică, atrăgând prin vitalitatea și exuberanța lor, prin elanul pasionat care le animă. Ele au fost traduse și tipărite in limba română, începând cu anul 1856, la Tipografia Națională a lui Iosif Romanov.

## Povestea

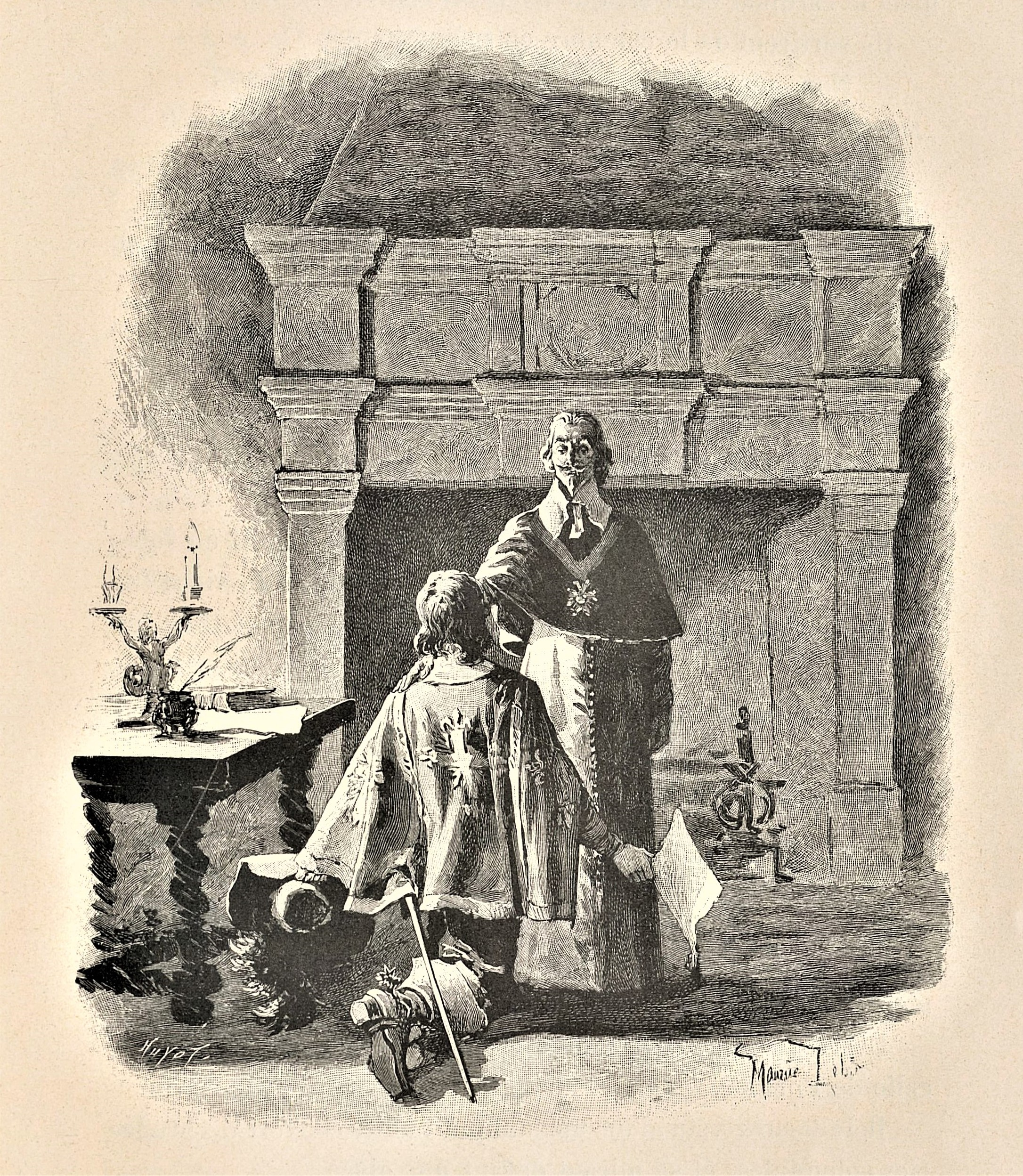
D'Artagnan și cardinalul Richelieu. Ilustrație de Maurice Leloir, 1894

În vremea lui Ludovic al XIII-lea, mai precis în 1626, un tânăr sărac, gascon din Tarbes, urmând povața părintească, pornește spre Paris pentru a intra în slujba regelui, devenind muschetar. Toată averea lui d’Artagnan stătea în cincisprezece scuzi, un prăpădit de căluț galben și o scrisoare prin care tatăl său îl recomanda căpitanului muschetarilor, domnului de Tréville, pe care îl cunoscuse odinioară. Drumul, dat fiind înfățișarea căluțului și firea aprigă și trufașă a stăpânului, nu e lipsit de peripeții: lui d'Artagnan îi este luată scrisoarea în Meung. La Paris, d’Artagnan câștigă bunăvoința domnului de Tréville, dar nu și uniforma de muschetar: trebuie mai întâi să-și facă ucenicia. Oricum, sosirea în marele oraș nu curmă șirul boroboațelor pentru care tânărul gascon, nedeprins cu obiceiurile pariziene, pare făcut. Încă de la prima zi se vede provocat la duel – pe rând – de trei vestiți muschetari: nedespărțiții Athos, Porthos și Aramis. La vremea aceea cardinalul Richelieu interzise duelurile, ceea ce însă nu le făcea mai rare ci, mai discrete. Prin primejdioasa confruntare se dovedește începutul unei trainice prietenii: surprinși de gărzile cardinalului (cu care muschetarii, gărzile regelui, se aflau în permanentă dușmănie), cei patru se unesc și își înfruntă curajos adversarii. Faptul că trei muschetari, dintre care unul deja grav rănit, însoțiți de un tânăr neexperimentat, „un copil”, au reușit să îi înfrângă pe cinci dintre cei mai de seamă soldați ai cardinalului, ajunse până la urechile încântate ale regelui. Pentru d’Artagnan acesta este începutul unei faime de invidiat.
Ocazia unor noi fapte eroice nu se lasă așteptată. Gazda lui d’Artagnan, fricosul domn Bonacieux, îl roagă pe acesta să-i găsească soția, o slujitoare apropiată a reginei, răpită, pare-se, de oamenii cardinalului. Intriga pare a fi una politică. Cardinalul urmărește să slăbească puterea Angliei lovind într-unul din cei mai importanți oameni ai ei, ducele de Buckingham. Aflând de dragostea pasionată pe care acesta i-o poartă reginei Franței, Ana de Austria, cardinalul pusese să fie ticluită o scrisoare ca din partea acesteia pentru a-l ademeni la Paris și a-l captura. Regina însă aflase de complot și încerca să-l dejoace. Răpirea doamnei Bonacieux nu pare a fi străină de această urzeală.
Tânăra femeie reușește să scape singură de răpitorii ei, dar casa ei fiind supravegheată, e din nou prinsă. E rândul lui d’Artagnan să o salveze și o face tocmai la timp pentru ca aceasta să-l poată conduce într-un ascuns la palat pe omul cel mai căutat din acele zile: ducele de Buckingham. Planul cardinalului de a o compromite pe regină în ochii regelui nu este însă cu totul pierdut, Richelieu știind că ducele s-a întors în Anglia ducând drept amintire eghileții cu diamante ai reginei. Richelieu îl convinge așadar pe rege să organizeze o serbare și-l îndeamnă să-și poftească soția împodobită cu eghileții buclucași. Pentru a fi sigur de izbândă, o însărcinează pe o frumoasă slujitoare, Milady, să îi fure ducelui două diamante. Răgazul pe care-l are regina pentru a cere înapoi podoaba e foarte scurt și nici nu știe la cine să apeleze. Supus farmecelor doamnei Bonacieux, d’Artagnan va lua asupră-i dificila misiune. Grație ajutorului lui Athos, Porthos și Aramis, care rămân pe rând în urmă pentru a dejuca perfidele capcane care le-au fost presărate pe drum, d’Artagnan ajunge la țărmul Franței. Cum însă nu are permis de trecere în Anglia și cardinalul a emis deja un ordin în privința aceasta, îndrăznețul se va bate chiar cu  trimisul cardinalului, contele de Wardes, și-i va lua acestuia biletul de trecere. Drumul spre Londra îi e astfel deschis și-și îndeplinește misiunea cu succes. Însă când să se bucure în sfârșit de mulțumirile promise de doamna Bonacieux, aceasta e din nou răpită, de data aceasta fără urmă.

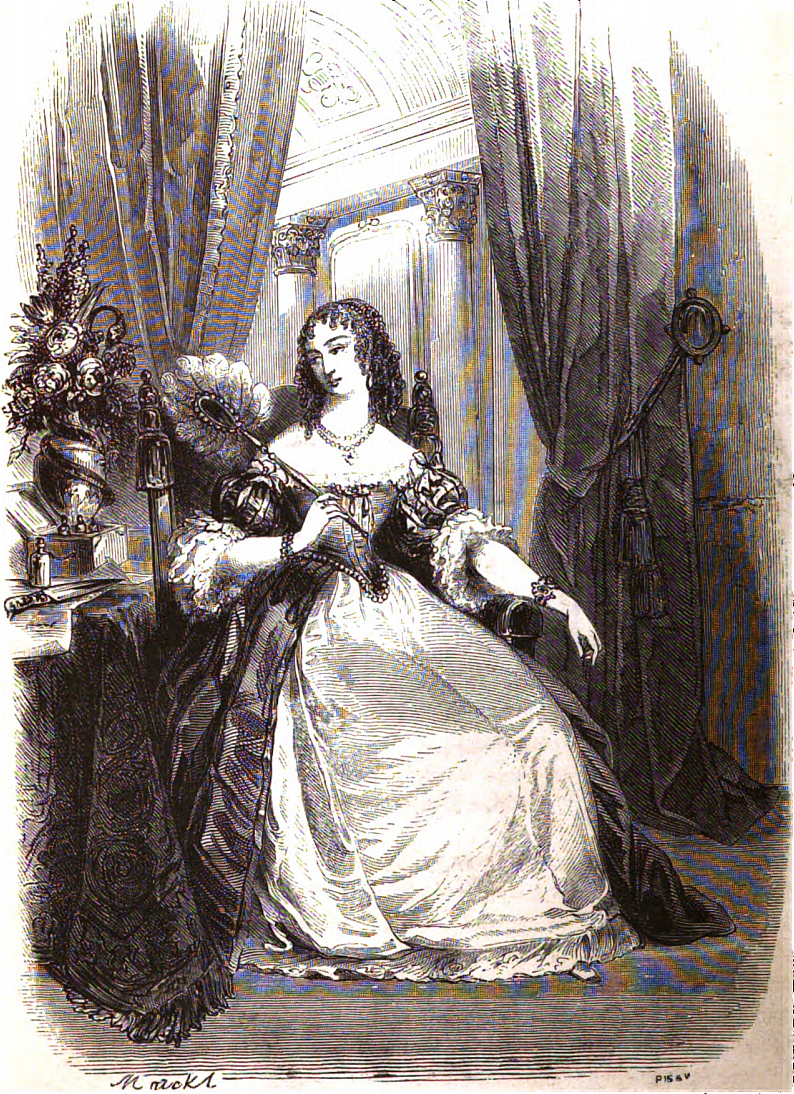
Ilustrație din 1849 cu Milady de Winter

Pentru că-i cunoscuse taina, Milady jură să se răzbune pe d’Artagnan. Mai mult, ea se arată un dușman de temut nu numai pentru d’Artagnan: se află peste tot și amenință în toate părțile. De ultima ei misiune, încredințată chiar de către cardinal, află întâmplător și cei trei mușchetari: trebuie să aranjeze uciderea  ducelui de Buckingham. Negăsind loc mai bun de sfat decât în bastionul Saint-Gervais, la o palmă de asediații din La Rochelle, aceștia rezistă atacurilor mai mult de o oră, timpul necesar pentru a lua o hotărâre. Îi scriu lordului de Winter pentru a o împiedica pe Milady să-și ducă planul la bun sfârșit. Luată pe sus chiar înainte de a pune piciorul pe țărmul englez și întemnițată de chiar cumnatul ei, reușește să-l convingă pe gardianul său că e nevinovată. Mai mult, descoperind în el un fanatic protestant, îi înșiră tot felul de minciuni menite pentru a-l ațâța împotriva celui pe care protestanții oricum nu-l iubeau: ducele de Buckingham. Orbit de patimă, Felton se transformă din cerberul lui Milady în unealta ei și-l asasinează pe duce.
Întoarsă în Franța, are ordin să aștepte poruncile cardinalului în mănăstirea Carmelitelor. Tot aici e ascunsă și doamna Bonacieux, și Milady își pregătește o cruntă revanșă. Însă cum d’Artagnan și prietenii săi tocmai sosesc pentru a o lua cu ei pe doamna Bonacieux, Milady nu mai are timp să-și savureze pe îndelete răzbunarea. O otrăvește în grabă și fuge. Doamna Bonacieux abia apucă să-și vadă iubitul și moare în brațele lui.
Milady nu are timp să se bucure prea mult de izbânda. E prinsă de cei patru prieteni cărora li se adaugă lordul de Winter și un călău tocmit de Athos, și e judecată. Acum ies la iveală toate crimele ei. E osândită la moarte, iar călăul o execută fără întârziere.
Cât despre celelalte personaje … Făcut muschetar încă de după isprava din bastionul Saint-Gervais, d’Artagnan va fi înaintat curând locotenent. Athos va mai lupta o vreme, apoi se va retrage în viața pe care o părăsise din tinerețe. În ce-i privește pe Porthos și Aramis, se vor retrage și ei din slujba de muschetar, unul pentru a se căsători cu o văduvă bogată, altul pentru a îmbrățișa viața monahală.

## Eroism, fanfaronadă și umor
Prin „Cei trei muschetari” Dumas creează un roman de aventuri de succes, de factură romantică, îmbogățit cu toate „ingredientele” care puteau face rețeta celebră: mizează pe un erou excepțional, îndrăzneț și dornic de peripeții, îi oferă evenimente spectaculoase, periculoase, lasă să alterneze scene de luptă cu unele de dragoste. Intriga este clară, bazată pe scheme antitetice: regelui i se opune cardinalul, muschetarii domnului de Tréville gărzilor lui Richelieu, Milady doamnei Bonacieux etc.  Ceea ce dă farmec și individualizează narațiunea lui Dumas este stilul simplu, neprețios (chiar dacă uneori cam dezlânat) și mai ales plin de umor. În fond, nu conținutul eroic conferă romanului originalitatea sa; tradiția relatării exaltate a faptelor de vitejie e regăsită în forme destul de asemănătoare încă în literatura Evului Mediu ori a perioadei clasice: e cazul acelor eroi ca Roland ori Cidul. Pentru romanticul Dumas însă eroismul nu mai cadrează cu seriozitatea. Serioase și mereu încruntate sunt personajele care intră pe schema eroului negativ: Cardinalul și gărzile sale, Milady (al cărei zâmbet, dacă nu e de răzbunare, e unul prefăcut), domnul Bonacieux. Umorul e semnul inteligenței superioare, iar muschetarii lui Dumas știu să șarjeze și cu spada și cu vorba.
De altfel, eroii par a se contamina de simțul umorului de la naratorul însuși, care nu o dată își atinge ironic personajele: Porthos, ușor fanfaron, preferă să inventeze povești cu lupte nemaivăzute și ducese îndrăgostite decât să-și mărturisească înfrângerea ori interesul pentru vreo femeie de rând; Aramis cel pios vrea să se călugărească de câte ori întârzie scrisorile iubitei; în sfârșit, tânărul d’Artagnan, pornit din Tarbes să cucerească lumea și părând „o copie credincioasă a eroului lui Cervantes” devine sub zâmbetul naratorului chiar „concurentul domnului de Tréville”.
Muschetarii lui Dumas rămân totuși construiți pe un model etic: e un model pe care trebuie să-l recunoaștem în acel cod al onoarei căruia niciunul nu i se sustrage; în felul acesta trebuie înțelese duelările după tipic, ritualurile adresărilor ceremonioase între gentilomi, respectul cuvântului dat, ca și promisiunile făcute către sine, nepăsarea față de moarte și nu în ultimul rând fidelitatea față de suveran. E un cod cu valoare absolută, dar peste care se așază, înlăturându-i asprimea, libertatea poznașă a personajului. Pentru Dumas, eroismul nu mai e unul sublim, ci unul simpatic.

## Filme
- 1912: Les Trois Mousquetaires – film francez mut de André Calmettes et Henri Pouctal
- 1921: Les Trois Mousquetaires – film mut francez având 12 episoade de Henri Diamant-Berger
- 1921: The Three Musketeers – film mut american de Fred Niblo și Douglas Fairbanks
- 1923: L'Étroit Mousquetaire – film mut francez de Max Linder
- 1932: Les Trois Mousquetaires – film francez de Henri Diamant-Berger
- 1933: The Three Musketeers – film american  de Colbert Clark și Armand Schaefer
- 1935: The Three Musketeers – film american  de Rowland V. Lee
- 1942: Les Trois Mousquetaires – film mexican de Miguel M. Delgado.
- 1948: The Three Musketeers – film american  de George Sidney cu Gene Kelly (D'Artagnan), Lana Turner (Milady de Winter) și Van Heflin (Athos)
- 1953: Cei trei mușchetari (Les Trois Mousquetaires) – film francez de André Hunebelle cu Georges Marchal (D'Artagnan), Bourvil (Planchet)
- 1961: Cei trei mușchetari (Les Trois Mousquetaires) – film francez de Bernard Borderie cu Gérard Barray (D'Artagnan), Mylène Demongeot (Milady)
- 1973 Cei trei mușchetari [The Three Musketeers) regia Richard Lester
- 1994: La Fille de d'Artagnan – film francez de Bertrand Tavernier cu Sophie Marceau, Philippe Noiret și Claude Rich
- 2001: D'Artagnan – film american de Peter Hyams cu Justin Chambers, Tim Roth și Catherine Deneuve
- 2005: Cei trei muschetari – film francez cu Emmanuelle Béart și Diana Amft
- 2011: Cei trei mușchetari – film 3D de Paul W.S. Anderson, rolurile principale: Logan Lerman, Ray Stevenson, Luke Evans

## Trivia
- Mottoul celor trei mușchetari este renumitul „Toți pentru unul, unul pentru toți!”
- Numele inițial al personajului principal a fost Nathaniel d'Artagnan. Dar Dumas nu era prea mulțumit de acesta, și a cerut sugestii celor de la Le Siècle. Jacques-Henri Lartigue a propus ideea renunțării la prenumele „Nathaniel”, pentru a rămâne doar „d'Artagnan”.
- Chiar dacă întâlnirea dintre Milady de Winter și John Felton este imaginară, asasinarea Ducelui de Buckingham de către Felton este un adevăr istoric.